# Galaxis

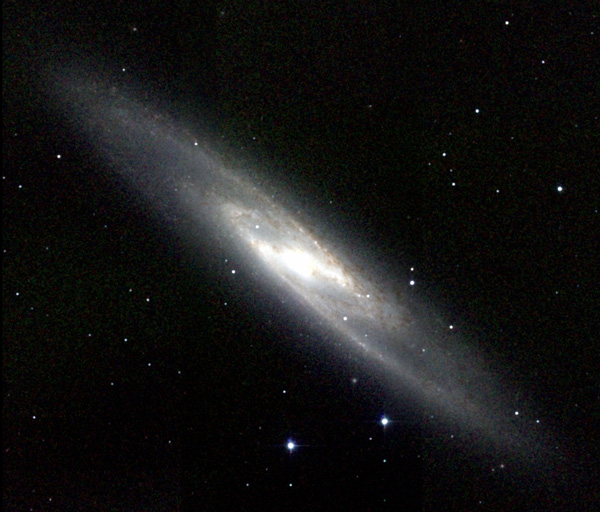
Az NGC 253 küllős spirálgalaxis képe, a Sculptor (szobrász) csillagképben. Korongjára ferdén látunk rá

A Messier 104, a Sombrero-galaxis. A spirálgalaxisra az éléről látunk rá. A kép közepén végigfutó fekete sáv a galaxis korongjának síkjában összpontosuló csillagközi por, mely a látható fényt elnyeli. Nagyon jól látható, halvány derengésként a korong alatt és felett, a galaxis gömb alakú halója

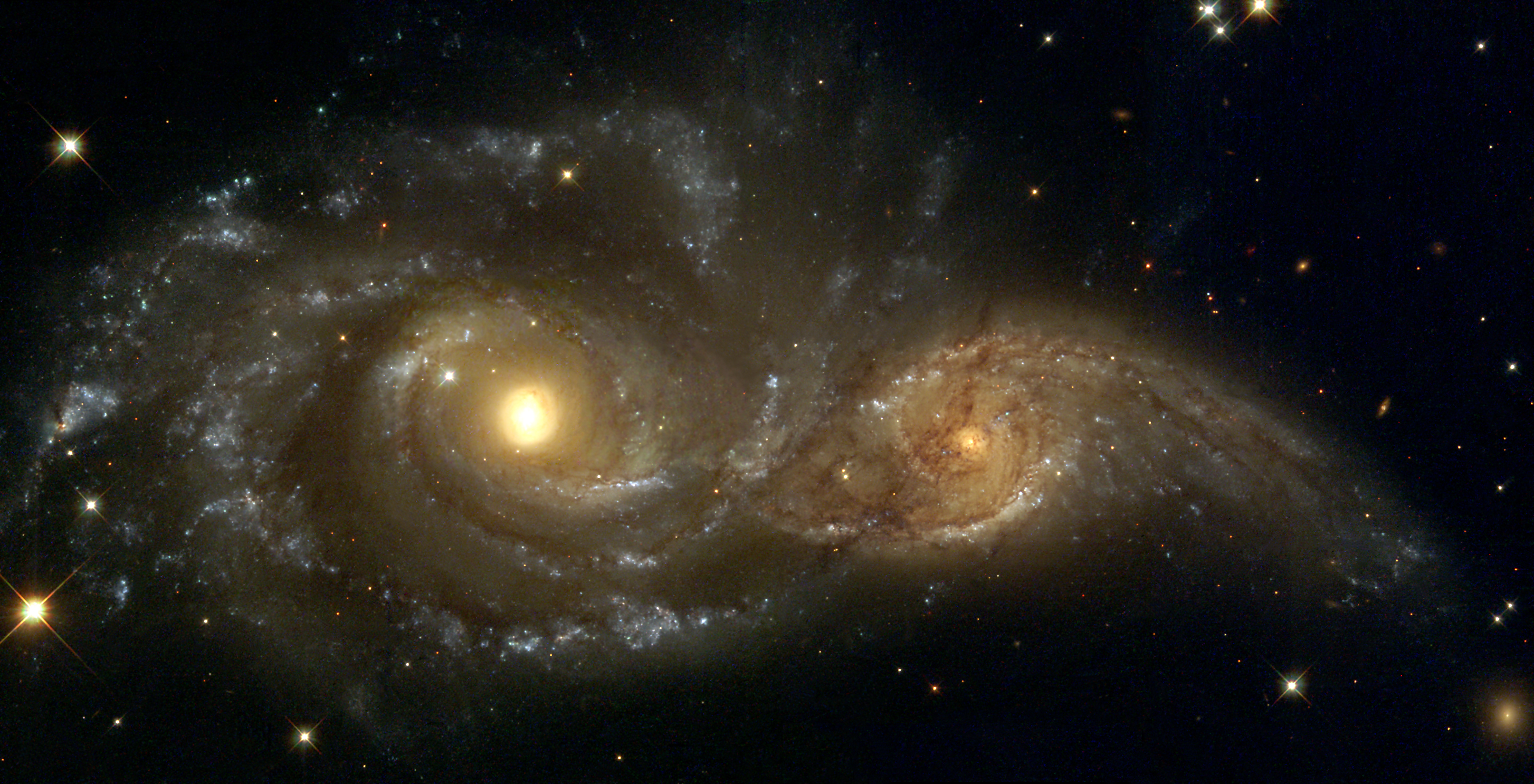
Ütköző spirálgalaxisok: NGC 2207 és IC 2163

A Messier 101 lapjáról látszó spirálgalaxis

A galaxisok égitestek: csillagok, csillagközi gázok, por és a láthatatlan sötét anyag nagy kiterjedésű, gravitációsan kötött rendszerei. Egy tipikus galaxisban tízmillió és ezermilliárd (107 – 1012) közötti számú csillag található, és mind azonos középpont körül kering. A magányos csillagokon kívül egy galaxisban rengeteg több csillagot tartalmazó rendszer, nyílthalmaz, gömbhalmaz és köd található. A legtöbb galaxis átmérője több ezertől több százezer fényévig terjed, és a galaxisok között több millió fényév távolság a jellemző. A közöttük lévő űr nagyon jó vákuumnak tekinthető, kevesebb mint köbméterenkénti egy atommal. Feltehetően több mint százmilliárd (1011) galaxis van a Világegyetem belátható részében.
A galaxis szó a görög γάλα (gala) származéka, amelynek jelentése tej. A monda szerint Zeusz a csecsemő Héraklészt az alvó Héra mellére tette, hogy isteni tejet szopva halhatatlanná váljon. Héra közben felébredt és rájött, hogy egy ismeretlen csecsemőt szoptat. Hirtelen eltolta magától a gyermeket s ekkor szétfröccsent a teje, amiből a Tejút lett. A Tejútrendszer görög neve (Γαλαξίας) is erre vezethető vissza. Az extragalaxis az összes, a Tejútrendszerünkön kívüli galaxis általános neve.
Az elméletek szerint a galaxisok tömegének 90%-át sötét anyag teszi ki, azonban ennek a tömegkomponensnek a természetét még nem ismerjük. A megfigyelési adatokból arra következtetnek, hogy számos galaxis középpontjában nagyon nagy tömegű fekete lyuk található, bár ez nem igaz minden esetben, mert ha a galaxis középpontjában két fekete lyuk összeolvad (például egy másik galaxissal való ütközés következtében), akkor a keletkező új fekete lyuk gravitációs hullámok kibocsátása után kirepülhet a galaxisból, örökre elhagyva azt.
A mi galaxisunk, a Tejútrendszer (sokszor csak Galaktika) küllős spirálgalaxis, a Lokális Csoport egyik nagy galaxisa (a másik az Androméda-galaxis, mellyel néhány milliárd év múlva összeütközik), amelynek az átmérője 30 kiloparszek (100 000 fényév) és körülbelül 300 milliárd csillagot tartalmaz, a tömege egytrilliószor annyi, mint a Nap tömege.

## A galaxisok kutatásának története

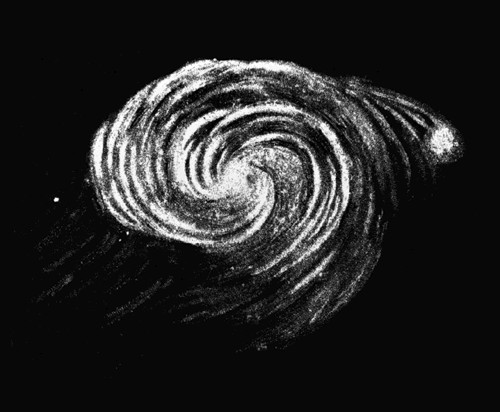
Lord Rosse angol csillagász vázlata az Örvény-ködről (1845)

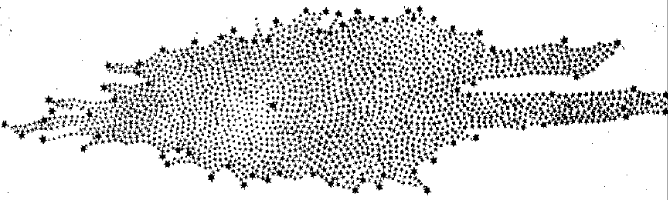
William Herschel galaxismodellje

1610-ben Galileo Galilei távcsővel tanulmányozta azt a fényes csíkot az égen, amit Tejútként ismertek és felfedezte, hogy rengeteg halvány csillagból áll. 1755-ben egy tanulmányában Immanuel Kant helyesen feltételezte, hogy a galaxis egy forgó test lehet, amelyet rengeteg csillag alkot, és ezeket a csillagokat valamiféle vonzóerő tartja össze (a Naprendszerben tapasztalthoz hasonló, csak ennél sokkal erősebb). Az ezáltal létrejött csillagokból álló lemez egy csíkként látszik, ha mi is benne vagyunk.
A 18. század végén Charles Messier kiadott egy katalógust a 109 legfényesebb ködről és csillaghalmazról, amelyet később követett egy 5000 objektumból álló katalógus (William Herschel összeállításában). 1845-ben William Parsons egy olyan távcsövet épített, amely különbséget tudott tenni az elliptikus és spirális ködök között. Egy jó ideig a ködöket nem ismerték el galaxisként, amíg Edwin Hubble az 1920-as évek elején be nem bizonyította, hogy az egyik legközelebbi galaxis, az Androméda-köd csillagokból áll, sőt, a benne lévő cefeida változócsillagok segítségével sikerült meghatároznia távolságát is. 1936-ban egy olyan osztályozási rendszert állított fel a galaxisokra, amelyet ma is használnak.
Az első próbálkozás, amely arra irányult, hogy leírja a Tejút formáját és a Nap helyzetét a galaxisunkban, William Herschel által történt. 1785-ben figyelmesen megszámolta a csillagokat az égbolt különböző részein. Jacobus Kapteyn finomított módszert használva 1920-ban egy elliptikus galaxis képét rajzolta meg, amelynek az átmérője körülbelül 15 kiloparszek volt. Csak 1930-ban sikerült Robert Julius Trumplernek megrajzolnia azt a képet róla, amit ma is ismerünk.
1944-ben Hendrik van de Hulst előrejelezte azt a 21 centiméter hullámhosszú mikrohullámú sugárzást, amely a csillagközi hidrogén sugárzásából származik; 1951-ben lehetett először észlelni. Ez a sugárzás elősegítette galaxisunk részletesebb tanulmányozását.
Az 1990-es évek elején a Hubble-űrtávcső még jobb megfigyeléseket tett lehetővé. Többek között az is bebizonyosodott, hogy a hiányzó sötét anyag a galaxisunkban nem állhat csak halvány és apró csillagokból. Az is tudott már, hogy a látható világegyetemben több százmilliárd galaxis van.

## A galaxisok osztályozása

### A galaxisok Hubble-féle osztályozása

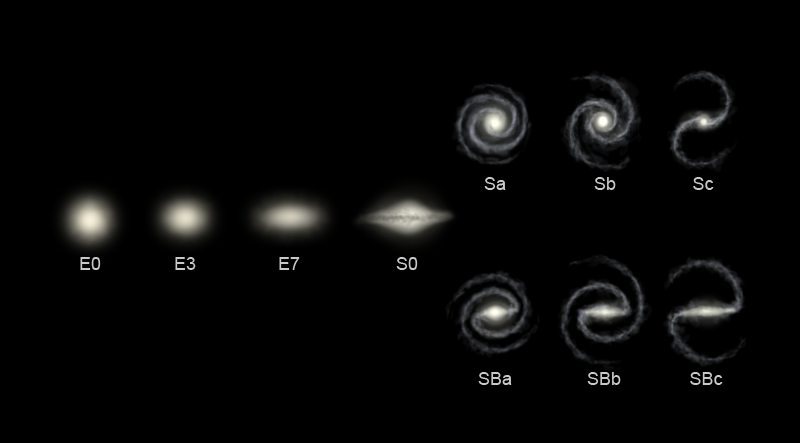
A galaxisok Hubble-féle osztályozása. Jobbra fent a közönséges spirálisok, lent a küllős spirálisok, balra az elliptikusok láthatók

Edwin Hubble ismerte fel azt a tényt, hogy az Univerzumunk nem csak a Tejútból áll, léteznek sokkal távolabb lévő égitestek, extragalaxisok is. 1926-ban vezette be a róla elnevezett osztályozási rendszert, ami alapján a galaxisokat 2 fő osztályba soroljuk: a szabályos galaxisokba, amelyek forgásszimmetrikusak, és sűrű középponti részük van, valamint a szabálytalan galaxisokba.

#### Spirálgalaxisok (S)

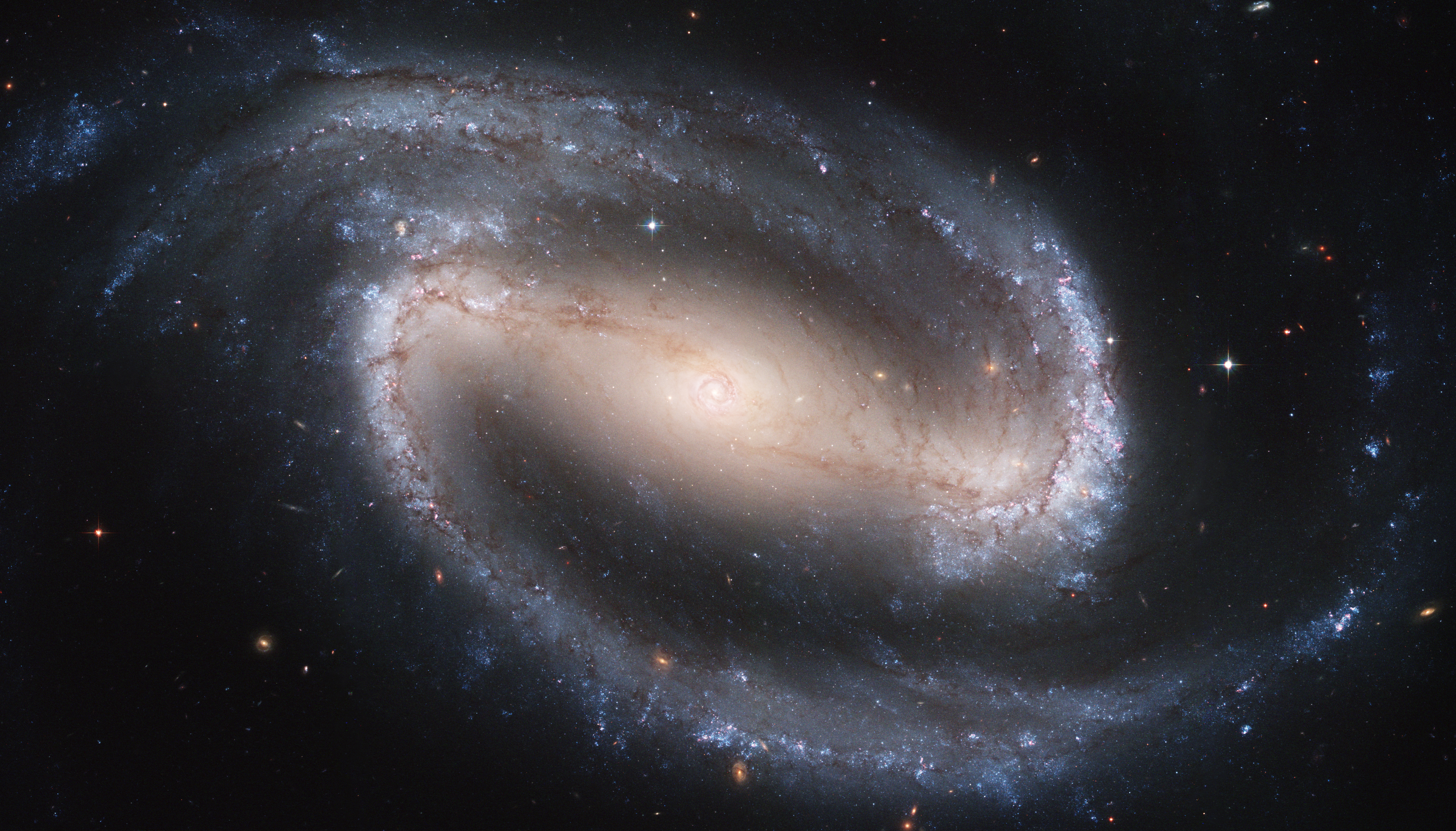
Az NGC 1300 küllős spirálgalaxis

A leggyakoribb galaxistípus. Ahogy azt nevük is mutatja, spirális szerkezetűek. A központi, megközelítőleg gömb alakú mag II. populációs csillagokból áll, melynek középpontjában, a galaxisok nagy részében, több millió naptömegű fekete lyuk van.
A galaxismagot lapos korong veszi körül, amelyben – hasonlóan a Tejútrendszerhez – spirálkarok helyezkednek el, ezek I. populációs csillagokból állnak, és sok csillagközi anyagot tartalmaznak, bennük jelenleg is zajlik csillagkeletkezés. A csillagközi anyag az össztömegnek csupán néhány százalékát teszi ki, és a galaxis fősíkja mentén erősen koncentrált. A csillagokhoz hasonlóan a spirálkarok is keringenek a központ körül, de nem állandó szögsebességgel.
A galaxis legkülső vidéke a gömb alakú halo, ennek sugara megközelítőleg a spirálkarokéval egyezik meg, és öreg, II. populációs csillagokból, valamint gömbhalmazokból áll. A magtól a periféria felé folyamatosan ritkul.
A spirálgalaxisok egyharmad része közönséges spirálgalaxis, kétharmaduk pedig úgynevezett küllős spirálgalaxis (jelölésük: SB). Mindkét típus esetében három alosztályt (a, b, c) különböztetnek meg, a galaxismag viszonylagos fejlettsége alapján (a: fejlett mag, c: viszonylag halvány mag). A küllős spirálgalaxisok három alosztályát (SBa, SBb, SBc) G. Vaucouleurs csillagász javasolta, ennek ellenére a Hubble féle osztályozásban a „d” altípust is alkalmazzák. Ez a rendszerezés azonban nem utal feltétlenül a galaxisok fejlődési stádiumára, amire nagy hatással vannak a galaxisütközések. Spirális galaxis a Vadászebek csillagképben található Messier 51 és a Nagy Medve csillagképben található Messier 101 jelű Messier-objektumok. Mindkét objektum esetében merőlegesen látunk rá a galaxis korongjára.

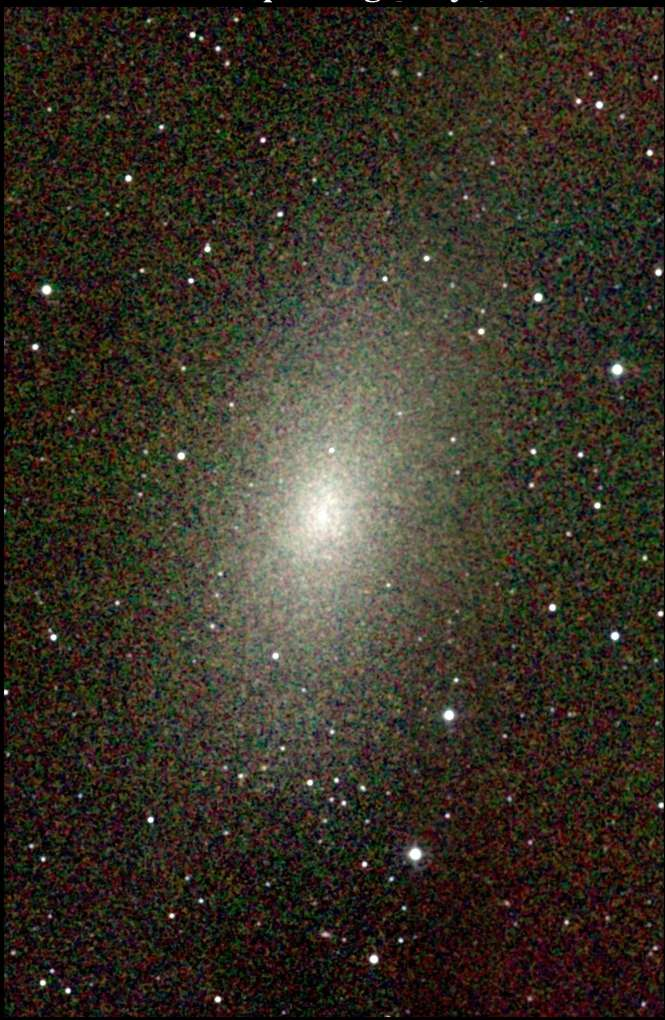
A Messier 110 elliptikus galaxis, az Androméda-köd egyik kísérője

#### Elliptikus galaxisok (E)
Kozmikus környezetünkben ezek a leggyakoribbak. Átlagosan 4-3500 milliárd naptömegnyi anyagot tartalmaznak. Csillagközi anyag nagyon kevés van bennük, ezért csillagkeletkezés sem zajlik bennük, következésképpen a nyílthalmazok is hiányoznak ezekből a galaxisokból. Csillagaik öregek, a II. populációba tartoznak. Ezen tulajdonságaik miatt hasonlítanak a gömbhalmazokra, csak sokkal nagyobbak, bár valószínűleg átmenet van a két égitesttípus között.
Az elliptikus galaxisokat lapultság szerint csoportosítjuk az E0-E7 osztályokba. A lapultságot úgy számítjuk ki, hogy k=10(a-b)/a (egész számra kerekítve), ahol a illetve a b az ellipszoid nagy- illetve kistengelye. Az elliptikus galaxisok előtt jelölt még egy átmeneti típus is, amely csak magból és spirális szerkezet nélküli korongból áll, ezek a lentikuláris galaxisok.

#### Lentikuláris galaxisok (S0)
Szerkezetüket tekintve átmenetet képeznek a spirálgalaxisok és az elliptikus galaxisok között. Korongjukban nincsenek spirálkarok, magjuk szokatlanul nagy méretű. Általában kevesebb csillagközi anyagot tartalmaznak, mint a spirálgalaxisok, csillagtartalmuk az elliptikus galaxisokhoz áll közelebb, napjainkban már nem zajlik bennük csillagkeletkezés.

#### Törpegalaxisok (DE)
Többnyire elliptikusak, tömegük épphogy eléri az egymillió naptömeget.

#### Szabálytalan (irreguláris) galaxisok (IR)

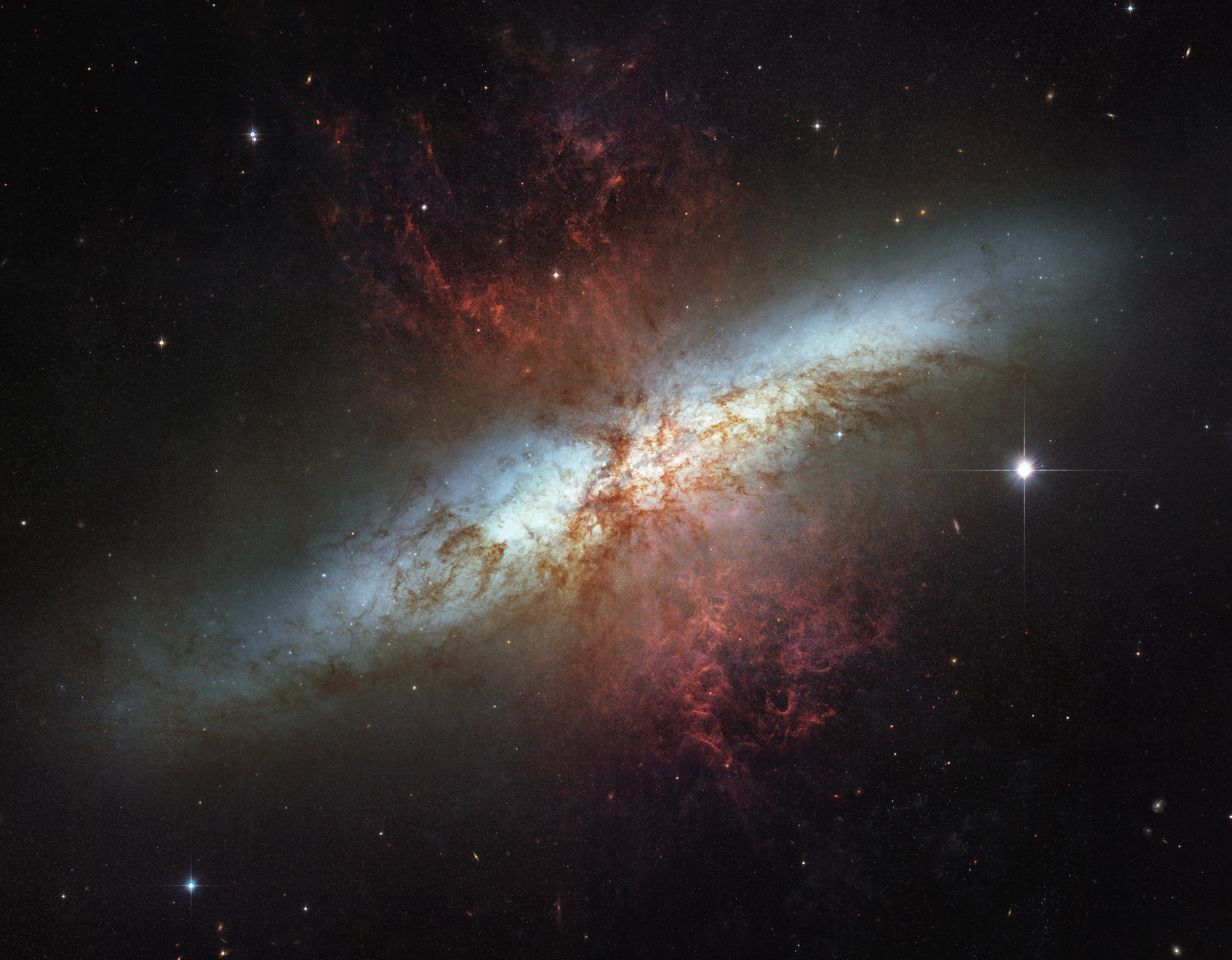
A Messier 82 szabálytalan galaxis

Olyan galaxisok, amelyeknél központi mag és szimmetriatengely sem figyelhető meg. Semmilyen lényeges jellegzetességet nem mutatnak, és a legkülönfélébb alakúak lehetnek. Tömegük 0,7-100 milliárd naptömeg közötti, előfordulásuk ritka (3%). Az ilyen galaxisokat alkotó csillagok általában I. populációsak, vagyis sok csillagközi (intersztelláris) anyagot tartalmaznak. Jellegzetes képviselőik a szabad szemmel is látható, de hazánkból nem megfigyelhető Magellán-felhők. A szabálytalan extragalaxisokban igen nagy mennyiségű intersztelláris anyag található; a Nagy Magellán-felhő tömegének például több mint felét gáz- és porfelhők teszik ki. Az Univerzum korábbi korszakában a szabálytalan galaxisok aránya lényegesen nagyobb volt, egy, 6 a milliárd fényévre lévő galaxisokról készült felmérésben számarányuk 52% volt (ellentétben a közeli galaxisok közötti, a vizsgálat szerint 10%-os arányukkal). Ezen galaxisok később ütközések során, melyek 4 milliárd évvel ezelőtt befejeződtek, más, szabályos galaxisok keletkeztek.

### A galaxisok egyéb osztályozási rendszerei

#### de Vaucouleurs-féle kétdimenziós osztályozás (1959)
Lényegében a Hubble-féle osztályozási rendszer továbbfejlesztése. Allan Sandage és de Vaucouleurs felosztották az S0-típusú galaxisokat: S0-, S0° és S0+ alosztályokat vezettek be az intersztelláris por és gáz mennyisége alapján. Az osztályozásban itt a normál spirálgalaxisok SA jelölést kaptak, illetve definiáltak SAB osztályokat is.

#### Van der Bergh-féle osztályozási rendszer (1960–1966)

A Messier 51 spirálgalaxis (az Örvény-köd) a Vadászebek csillagképben. Lapjáról látunk rá, az egyik spirálkar végén látható legnagyobb kísérőgalaxisa az NGC 5195 törpegalaxis

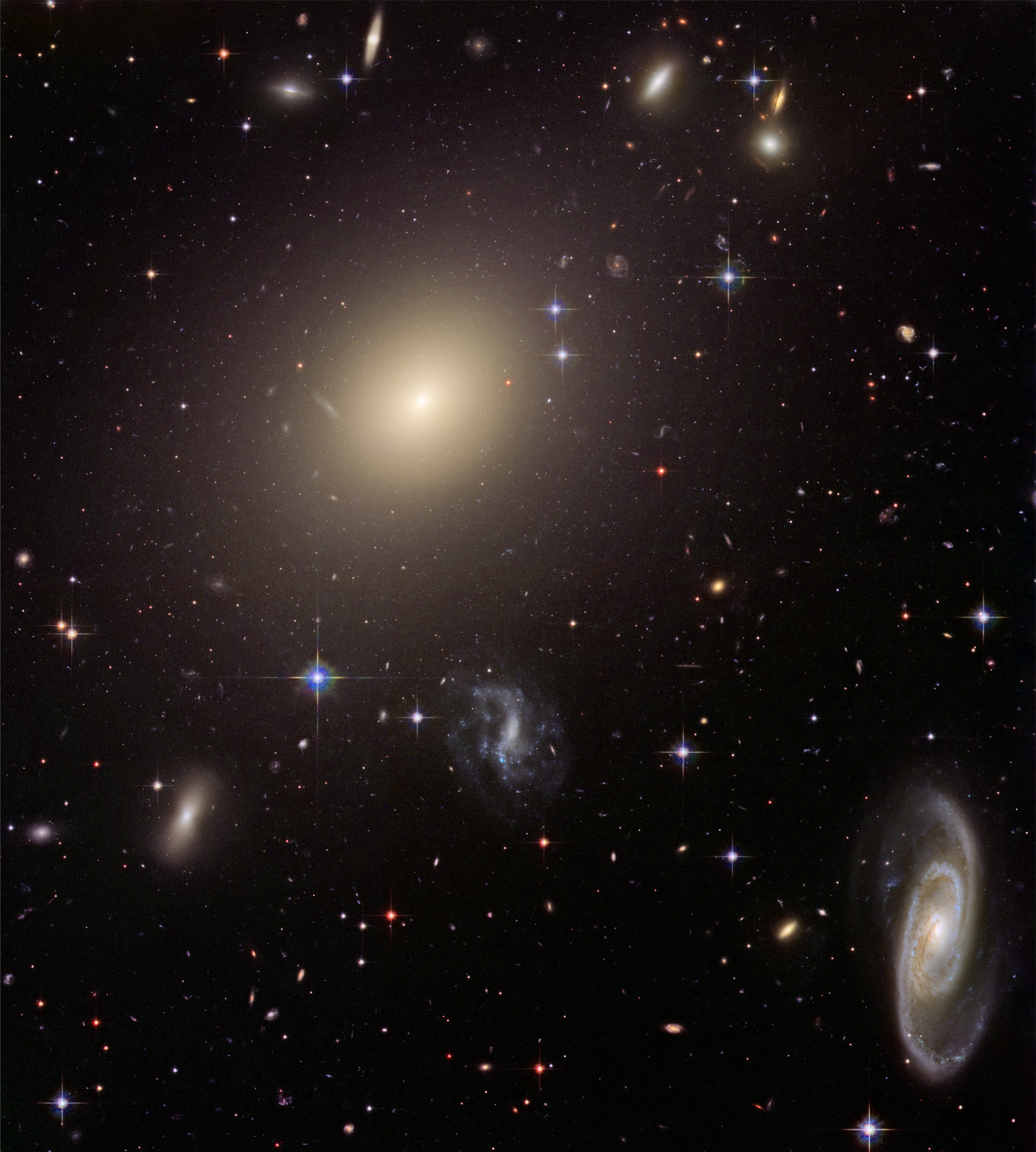
Az Abell S0740 galaxishalmaz központi vidéke, az ESO 325-G004 óriás elliptikus cD galaxissal

Lényegében a luminozitási osztályokkal bővített Hubble-séma. Ez a séma tartalmazza az elliptikus galaxisok alosztályait is:
(zárójelben a szokásos angol elnevezés)
- dE galaxis: (dwarf compact galaxy): Tömege 107 – 109 naptömeg közötti, átmérője tipikusan 10 ezer fényév.
- dSph galaxis: (dwarf spheroidal galaxy): Törpe szferoidális galaxis, extrém alacsony luminozitású és fényességű elliptikus törpegalaxis. Átmérője tipikusan 1000 fényév körüli.
- ge galaxis: (giant elliptical galaxy – óriás elliptikus galaxis)
- ce galaxis: (compact elliptical galaxy – kompakt elliptikus galaxis)
- D galaxis: többségük elliptikus rádiógalaxis
- cD galaxis: nagy felszíni fényességű elliptikus galaxisok, általában a galaxishalmazok központi objektumai. Középpontjuk csillaghalmazokban gazdag, legtöbbször rádióforrás. Tömegük 1013 – 1014 naptömeg közötti, átmérőjük 1-3 millió fényév. Klasszikus példájuk az NGC 6616.

#### Yerkes-Morgan-féle osztályozás (1957)
Morgan olyan osztályozást javasolt, amely a morfológiai tulajdonságok mellett a galaxisok színképét is figyelembe veszi. Ennek megfelelően a Hubble-féle rendszerben használatos jelöléseket kiegészítette; a galaxisok fő szimmetriasíkjának a látóvonallal bezárt szögét 1-7-ig terjedő számokkal jelzi, ahol 1 a látóvonalra merőleges szimmetriasíkot jelent.
- - a vagy af: főként elsőpopulációjú csillagokból álló galaxis
  - D: spirális vagy elliptikus, szerkezet nélküli forgásszimmetrikus galaxis
  - Ep: elliptikus galaxis abszorpciós foltokkal
  - gk vagy g: a II. populációs csillagok fordulnak elő gyakrabban a galaxisban
  - L: feltűnően kis fényességű galaxis
  - N: kicsi, de igen fényes maggal rendelkező galaxis

## Különleges galaxisok
A galaxisoknak vannak bizonyos jellegzetességei, amelyeket nem tartalmaznak a klasszikus osztályozási rendszerek.

### Aktív galaxisok
A szokatlanul erős elektromágneses sugárzással rendelkező galaxisokat nevezzük aktív galaxisoknak, magjukat aktív galaxismagnak (AGN, Active Galactic Nucleus). Középpontjuk sugárzása változó; elsősorban nem csillagoktól ered. A középponti korongjukra való rálátás alapján rendszerezzük őket.

#### Blazárok
A blazárok nevüket az elsőként felfedezett ilyen objektumról (BL Lacertae, más néven Lacertid) kapták. Két fő típusuk a BL Lac objektumok és a heves optikai változásokat mutató kvazárok. Színképükben – ellentétben a kvazárokéval – nem figyelhetők meg emissziós vonalak, és a kvazárokkal szemben százszor halványabbak a Seyfert-galaxisoknál.

#### Kvazárok
Rendkívül kis méretű, optikailag is nagy luminozitású, erős rádióforrások. A kvazárokat 1963-ban fedezte fel Allan Sandage. Nevük a „csillagszerű rádióforrás” angol rövidítéséből („quasi stellar”) ered. Ennek ellenére csak kevés kvazár bocsát ki rádiósugárzást, ugyanakkor viszont erős röntgen- és infravörös-források. Az optikai tartományban általában csillagszerű pontként figyelhetők meg (innen ered az elnevezés).

#### Seyfert-galaxisok

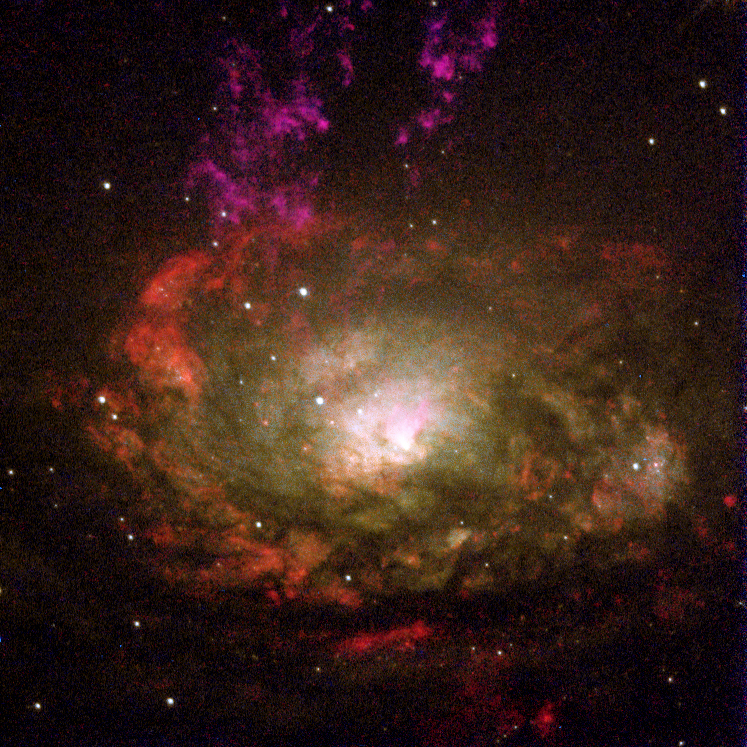
A Circinus-galaxis, Seyfert-galaxis

Az első ilyen objektumokat Carl Keenan Seyfert fedezte fel 1943-ban a Wilson-hegyi Obszervatóriumban. Legfőbb jellemzőjük, hogy egészen kis méretű, de rendkívül fényes maggal rendelkeznek. Energiatermelésük 1044 – 1046 erg/s közötti. Míg a normális csillagrendszerek színképében legfeljebb néhány emissziós vonal található, és azok is aránylag keskenyek, addig a Seyfert-galaxisok színképe rendkívül sok emissziós vonalat tartalmaz, amiről kimutatható, hogy igen magas hőmérsékleten és erősen turbulens közegben jöttek létre. Szokatlan színképükön kívül még egész sor különös jellemzőjük van. Egyes Seyfert-galaxisok fényessége néhány hónap alatt jelentősen változik, ami arra utal, hogy sugárzásuk néhány fényhónap átmérőjű részükből ered. A kisugárzott energia főként az infravörös tartományba esik. Sok ilyen objektum százszor erősebben sugároz a színkép vörösön túli részében, mint a látható tartományban. A Seyfert-galaxisok valójában átmenetet képeznek a normál galaxisok és a kvazárok között. A Seyfert-galaxisok magját spirálkarok veszik körül, ezért szerkezetük a normál galaxisokéhoz hasonló. Színképük és sugárzásuk miatt viszont a kvazárokhoz hasonlítanak. A megfigyelhető világegyetem galaxisainak 1%-a ebbe a típusba tartozik.

#### Rádiógalaxisok

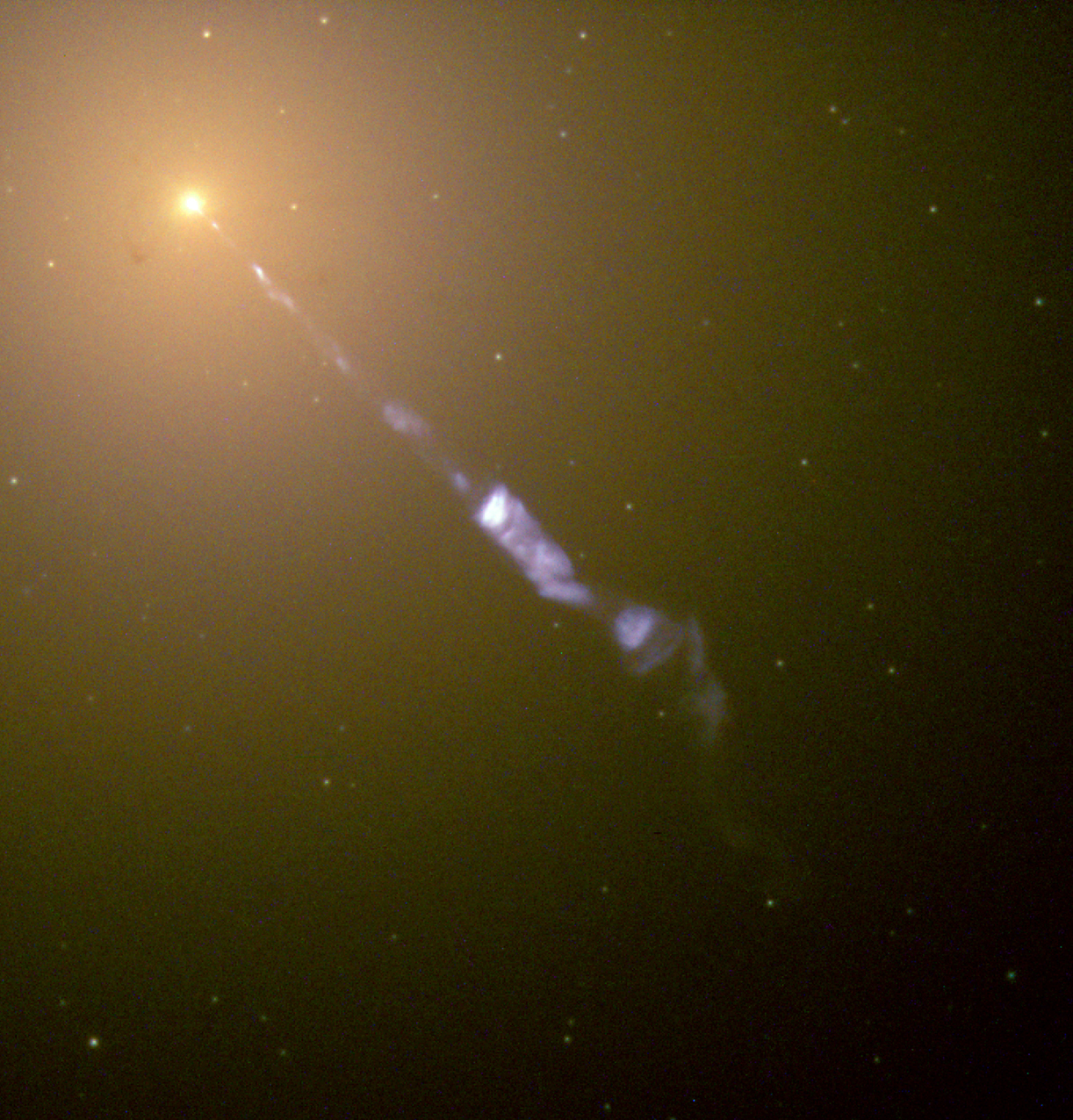
A Messier 87 elliptikus rádiógalaxis és a magjából kiinduló relativisztikus jet

Olyan galaxisok, amelyek rádiófluxusa nagyságrendekkel erősebb annál, mint ami az optikai fényességük alapján várható, figyelembe véve az úgynevezett rádióindexet, azaz az elektromágneses hullámok formájában leadott energiájának nagy részét a rádióhullámok tartományában sugározza ki. A rádiógalaxisok döntő része fényes elliptikus galaxis, −12m < Mpg < −20m közé eső abszolút magnitúdóval.
A rádiógalaxisokból gyakran olyan gáznyúlványok (relativisztikus jetek) indulnak ki két, egymással ellentétes irányba, amelyek különálló csomókra bonthatók fel. A jetekben gyors változások is vannak, egészen a rádióobjektum mélyéig benyúlva. Egyes feltételezések szerint az Univerzum történetének egy korai korszakában, a kvazár-korszakban a rádiógalaxisokból kinyúló jetek alapvető szerepet játszottak a galaxisok közötti gáz összecsomósításában, így a kisebb galaxisok létrejöttét katalizálták.
Az aktív galaxismagok létezésére utaló tény, hogy ezekben a nagyon nagy tömegű fekete lyuk folyamatosan további anyagot nyel el. Ha megszűnik ez az „utánpótlás”, akkor a továbbiakban már csak a fekete lyuk van jelen, ezért a galaxis megszűnik aktív lenni.
A csillagászok feltételezik, hogy az aktív galaxisok különböző osztályai csak látszólagosak, elsősorban az aktív magjukra való rálátás szerint csoportosíthatóak az egyik vagy másik osztályba. Ha a látóirányunk merőleges az akkréciós korong síkjára, vagyis egybeesik az anyagkilövellések irányával, akkor blazárt figyelünk meg. Ha viszont éppen a perem felől látunk rá a galaxisra, akkor rádiógalaxisnak nevezzük.

### Gyűrűs galaxisok

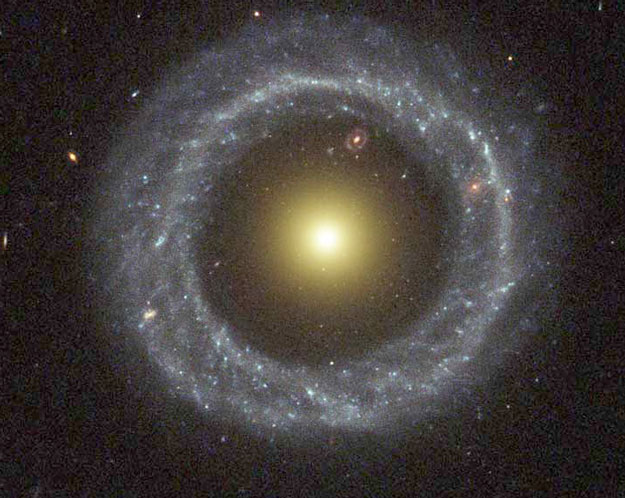
Hoag galaxisa, gyűrűs galaxis

Fő ismertetőjelük a korong kerületén lévő, fényes, gyűrűs szerkezet, melynek közepén van a galaxis magja. Az ilyen objektumok a valószínűleg a galaxisok közötti kölcsönhatások során, az árapály-erők hatására jönnek létre. Amikor egy kisebb galaxis nagy sebességgel átzuhan egy spirálgalaxison a korong síkjára merőlegesen, a gravitációs kölcsönhatás csillagkeletkezési hullámot indít el a korongban, hasonlóan egy pocsolya felszínén terjedő hullámokhoz, amikor kavicsot dobunk bele. Az Androméda-galaxis infravörös képén is látszanak gyűrűs szerkezetek, így elképzelhető, hogy részt vett hasonló kölcsönhatásban.

### Egyéb különleges galaxisok
- Kék kompakt törpegalaxisok (BCD-galaxisok)
- Óriás diffúz galaxisok (cD galaxisok)
- dE galaxisok: törpe elliptikusok vagy törpe szferoidikus galaxisok
- LSB galaxisok: kis felületi fényességű galaxisok: általában törpegalaxisok, tömegük nagy része (95%-a) sötét anyag.
- Sötét galaxisok: Csak sötét anyagot tartalmazó galaxisok.
- Polárgyűrű-galaxisok
- Csillagontó-galaxisok
- TDG-galaxisok (tidal dwarf galaxies)

## A galaxisok tulajdonságai

### A galaxisok keletkezése és fejlődése

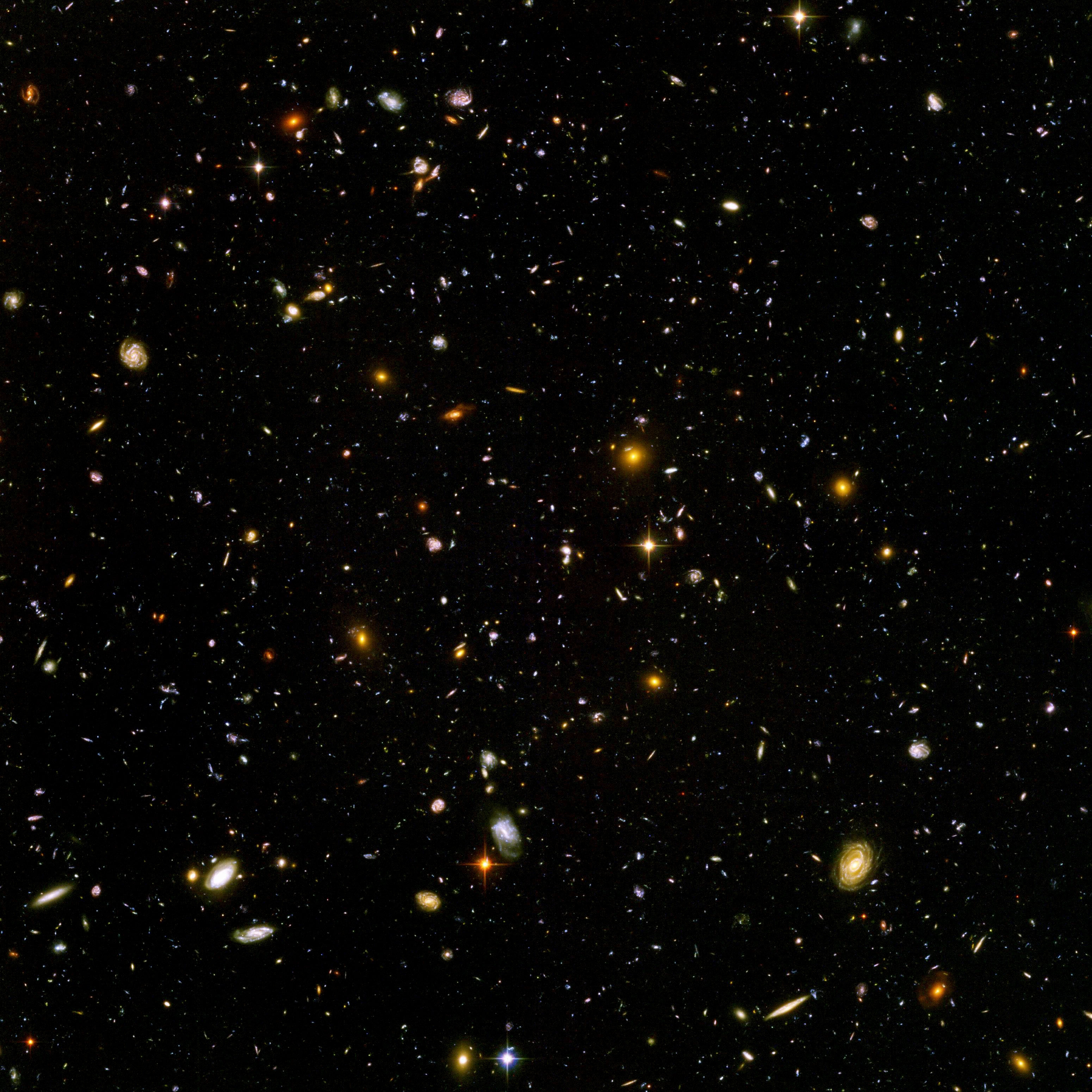
A Hubble űrtávcső hosszú expozíciós idővel készült képe igen távoli galaxisokról (Hubble Ultra Deep Field, azaz Hubble nagyon mély látómező)

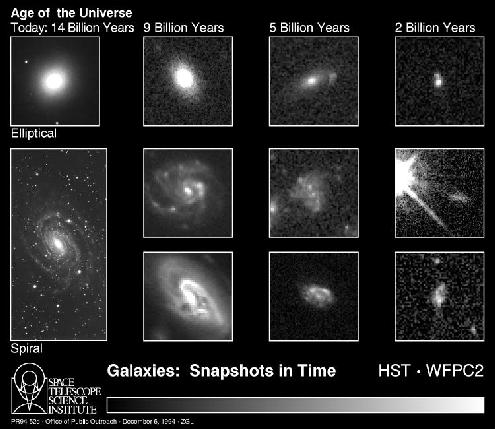
Spirális- és elliptikus galaxisok az univerzum fejlődésének különböző időszakaiban

Az univerzum első galaxisai sötét anyagból, valamint abból az ősi, főleg hidrogénből és héliumból álló gázból keletkeztek, ami az ősrobbanás után betöltötte az univerzumot. Azokon a helyeken, ahol a sötét anyag sűrűsége nagy volt, a gáz és a sötét anyag saját gravitációjának engedelmeskedve húzódott össze. A galaxisok összehúzódásának sebessége a sötét anyag létezésének egyik bizonyítéka: nélküle a sokkal kisebb tömegű gázból sokkal lassabban, akár 100 milliárd évet is elérő idő alatt keletkeztek volna az első galaxisok, így viszont körülbelül egymilliárd év is elég volt meglepően nagy, a Tejútrendszerünkével összevethető tömegű galaxisok kialakulására. A galaxisok összeállására két, egymásnak ellentmondó elmélet létezik:
A „felülről lefelé” elmélet szerint a csillagközi, főleg hidrogénből és héliumból álló gáz először igen nagy, a mai galaxisokéval összemérhető tömegű felhőkké állt össze saját gravitációjának köszönhetően, majd ezekben a felhőkben keletkeztek az első (III. populációs) csillagok, melyek megjelenése után már igazi galaxisról beszélhetünk. Az elmélet mellett szóló kísérleti bizonyítékok közül a legfontosabbak a fiatal Univerzumban talált nagyméretű galaxisok, melyeknek egyszerűen nem volt idejük „végigmenni” a hierarchikus skálán (azaz nem volt idő a törpegalaxisokból kicsi, majd közepes galaxisok összeállására pár száz millió év alatt). 2009-ben a japán Subaru távcsővel fedeztek fel egy igen nagy méretű (mintegy 55 ezer fényév átmérőjű, ez Tejútrendszerünk átmérőjének a fele) gázfelhőt, mely az ősrobbanás után 800 millió évvel létezett, és hasonlít a feltételezett ősi gázfelhőkhöz.
A másik, „alulról felfelé” elmélet szerint az ősi gáz először törpegalaxis méretű felhőkké állt össze, amelyekben kigyúltak az első csillagok, majd ezek a törpegalaxisok egymással folyamatosan ütközve álltak össze egyre nagyobb galaxisokká. A legelső galaxisokat napjaink legnagyobb távcsöveivel sem tudjuk megfigyelni, de a Hubble űrtávcső által készített képek szerint a fiatal Univerzumban nagyon sok apró, de az ütközésektől és a kölcsönhatástól eltorzult formájú galaxist látni, amely az utóbbi elméletet látszik alátámasztani.
Az első galaxisok létrehozatalában nagyon fontos szerepet játszottak a fiatal világegyetemben (az ősrobbanás utáni 1 milliárd éven belül) már létező szupermasszív fekete lyukak, melyek, maguk köré anyagot gyűjtve létrehozták az első galaxisok kezdeményeit. Napjainkban ezen központi fekete lyukak tömege arányos a galaxisok központi dudorának tömegével, a korai univerzumban viszont a fekete lyukak a galaxismagok tömegének lényegesen nagyobb részét tették ki, azaz nem a galaxisok központi régiói hizlalták a fekete lyukakat a mai méretükre, hanem ellenkezőleg, a fekete lukak gyűjtötték maguk köré a ezeket.
Az ősi anyagból eredetileg sok csillagközi gázt és port tartalmazó szabálytalan és spirálgalaxisok keletkeznek, melyekben a csillagközi anyag csillagokká alakul. Az intenzív csillagkeletkezést mutató galaxisokban sok a fiatal, kék csillag, így színük is kékesebb. Bár a folyamatok részleteit ma még nem ismerjük, de az utóbbi időben felfedeztek vörös spirálgalaxisokat, melyekben a csillagkeletkezés már jórészt leállt. A csillagkeletkezés üteme függ a galaxisok környezetétől, a galaxishalmazok központi vidékein ezek a folyamatok már jórészt lezajlottak, a magányos csillagvárosokban még napjainkban is tarthatnak.
A galaxisok fejlődésében az ütközések ezen túl is alapvető fontosságúak, ugyanis a bennük lévő gázanyag összenyomásával felgyorsítják a csillagkeletkezést. Az ütközés végeztével, mely néhány milliárd évig is eltarthat, általában elliptikus galaxis keletkezik, melyben a látható anyag nagy része csillagok formájában van jelen, a gáz és por mennyisége elhanyagolható.

### A galaxisok színképe
A galaxisok spektruma az őket alkotó fényesebb csillagok színképének a keveréke. A kontinuumon egyaránt megfigyelhetőek abszorpciós és emissziós vonalak. A spirálgalaxisokban a H II régiók és ionizált hidrogénfelhők vonalai mutatkoznak. Magjukban igen széles emissziós vonalak találhatóak, ami a csillagközi gáz nagy sebességére (~1000 km/s) utal. A spirálkarokban az I. populáció fiatal, forró, kék csillagai figyelhetők meg. A fénylő csillagközi gázfelhőkkel együtt ezek teszik megfigyelhetővé a spirális szerkezetet. A színkép összességében az A – F-ig terjedő színképosztályoknak felel meg. Az elliptikus galaxisok és a spirális galaxisok magja II. populációba tartozó csillagokból áll. Főként fényes vörös óriások figyelhetők meg, amelyek együttesen a K, L, M színképosztályt képviselik. A csillagösszetételnek megfelelően az elliptikus galaxisok inkább vörösek, a spirálisok pedig kékesek. A spirális rendszerekben a csillagközi gáz és por néhány száz parszek vastagságú korong formájában a fősíkba tömörül.
A világegyetem tágulása a galaxisok egymástól való távolodásában mutatkozik meg, a galaxisok színképvonalai vöröseltolódást mutatnak. Az eltolódás mértéke annál nagyobb, minél kisebb a galaxisok látszólagos átmérője, illetve a látszólagos fényessége, vagyis minél nagyobb a távolságuk. Ezt az összefüggést írja le a Hubble-törvény.

Tipikus galaxis forgási görbéje: az A görbe jelöli az előrejelzett sebességet, eszerint a galaxisok külső csillagai nagyon lassan keringenek a középpont körül. A B görbe jelöli a megfigyelt értéket.

### A galaxisok forgása
A Tejútrendszerhez hasonlóan más galaxisok is forognak, amit a Doppler-effektus segítségével vizsgálhatunk. Ha egy galaxist éléről látunk, akkor az egyik fele viszonylagosan felénk mozog, a másik fele pedig távolodik tőlünk. Ebben az esetben a forgási sebességek közvetlenül, sőt a centrumtól mért távolság függvényében mérhetők. Az esetek döntő részében azonban nem pontosan oldalról látjuk a galaxisokat. Ilyenkor – hasonlóan a kettőscsillagok egymás körüli keringéséhez – látszólag kisebb sebességeket mérhetünk. Megfigyeléseinknél komoly előny, hogy a galaxisok esetében a rálátás szöge megbecsülhető, és ebből a tényleges sebességek meghatározhatóak. Mindezek ellenére a rotációs sebességek kimérése egyelőre csak néhány, hozzánk közeli galaxis esetén sikerült. A galaxisok csillagainak keringési sebessége, illetve ennek eloszlása jelentősen eltér a tömeg-eloszlásuk alapján előrejelzett értéktől, ez a sötét anyag megléte melletti egyik fő érv. Az eltérést néhány csillagász azonban nem a sötét anyag hatásával, hanem a vitatott MOND (Modified Newtonian Dynamics, módosított newtoni dinamika) elmélettel magyarázzák, mely eredményei nagyon jól közelítik a mért forgási sebességeket.
A galaxis magjához közeli anyag keringési sebessége viszont lehetőséget nyújt a mag tömegének megbecslésére, ez volt az egyik első bizonyíték arra, hogy egyes galaxisok magjában szupermasszív fekete lyuk van.

## Különleges tulajdonságok és jelenségek

### Csillagontó-galaxisok

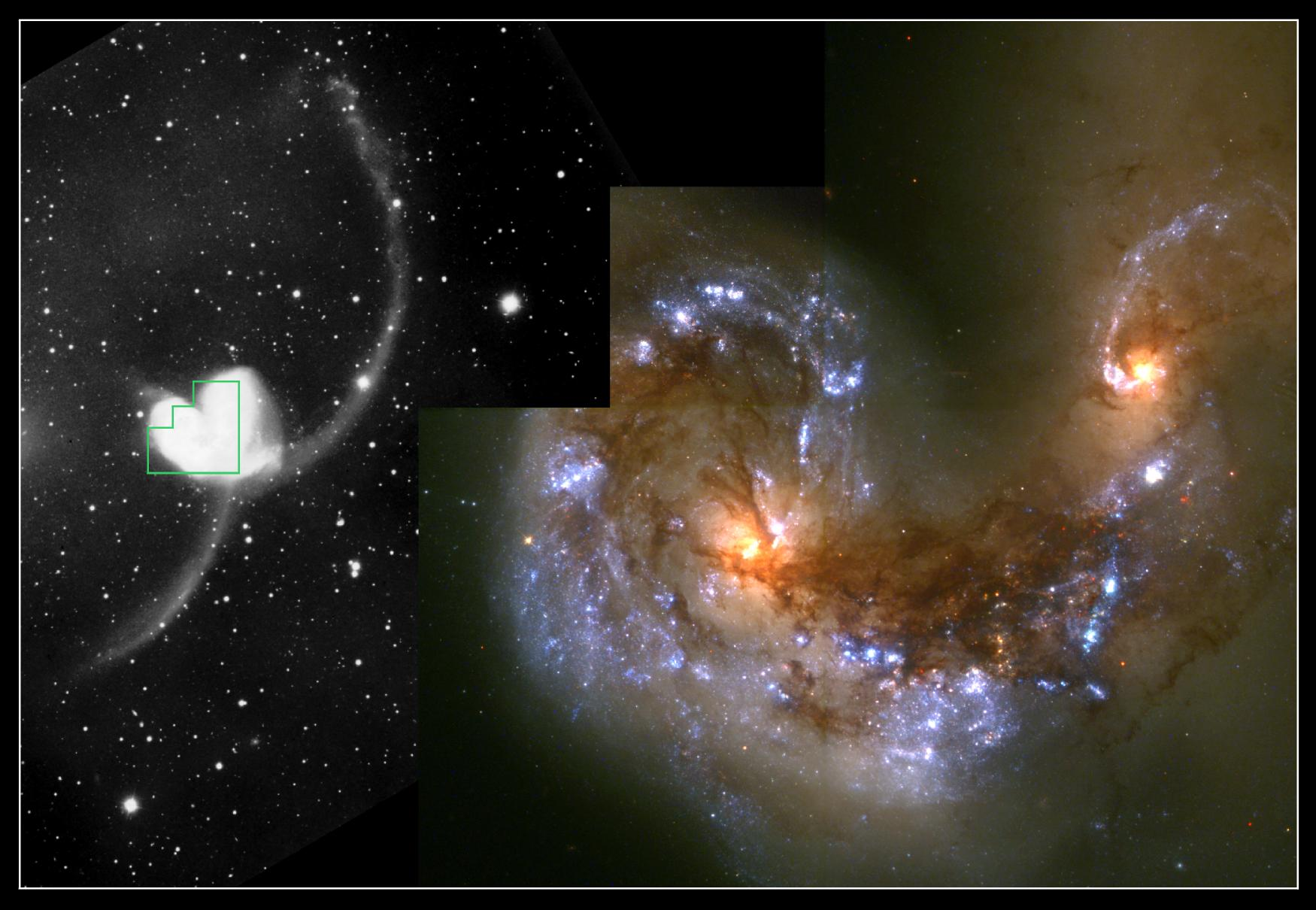
A Csáp-galaxisok (NGC 4038-NGC 4039), két ütköző csillagontó-galaxis. A galaxisok középpontjában viharos csillagkeletkezés zajlik. A Hubble űrtávcső felvétele, a látható fény tartományában

Olyan galaxisok, melyekben az átlagosnál nagyságrendekkel több csillag keletkezik. Tejútrendszerünkben átlagosan évente három naptömegnyi csillag keletkezik, a csillagontó-galaxisokban ez az érték akár tízszer ekkora is lehet. A robbanásszerű csillagkeletkezést általában a gázban gazdag galaxisok (elsősorban szabálytalan és spirálgalaxisok) gázanyagának összenyomódása váltja ki, ennek leggyakoribb oka két galaxis ütközése. Az intenzív csillagkeletkezés általában nem terjed ki a galaxis egészére, leggyakrabban a galaxismag környékén, vagy ütköző galaxisoknál a két galaxis találkozásánál zajlik.
A keletkező csillagok egy részének élettartama a nagy tömeg miatt meglehetősen rövid, mindössze néhány millió év, az ilyen csillagok szupernóvaként megsemmisülve tovább fűtik a csillagközi gázt, és újabb lökéshullámokat indítanak el. A folyamat végén a gázanyag teljes egészében vagy csillagokká alakul, vagy a szupernóvák lökéshullámai (vagy a galaxis közepében lévő szupermasszív fekete lyuk által kifújt gázsugár) kilökik a galaxisból. A folyamat végeredménye egy csillagközi gázban szegény elliptikus galaxis lesz.

### Ütköző és kölcsönható galaxisok

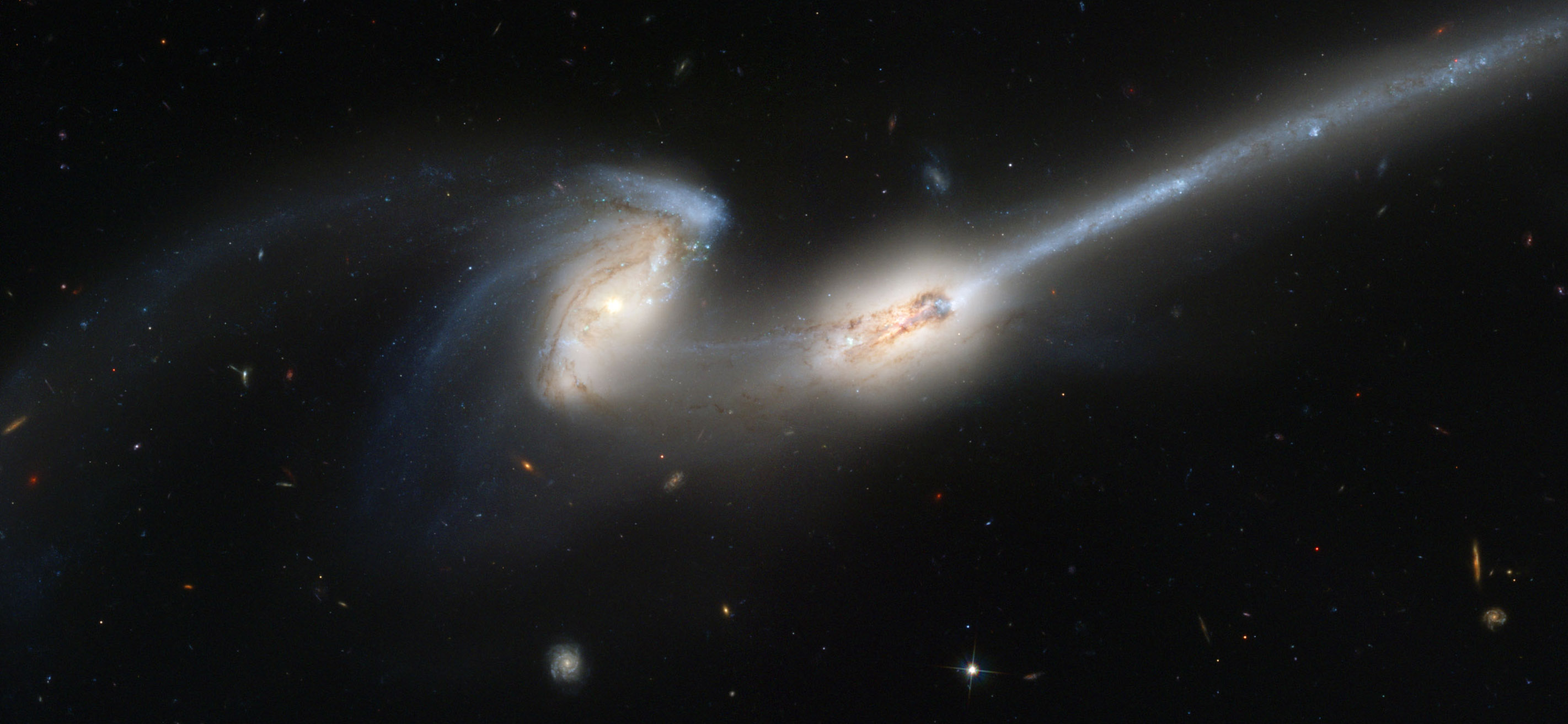
Az NGC 4676, az Egér-galaxisok a Coma Berenices-ben: két ütköző spirálgalaxis, melyeket eltorzított az árapály-hatás. Az egér „farka” az egyik galaxis nagyon megnyúlt spirálkarja, árapály-csóva

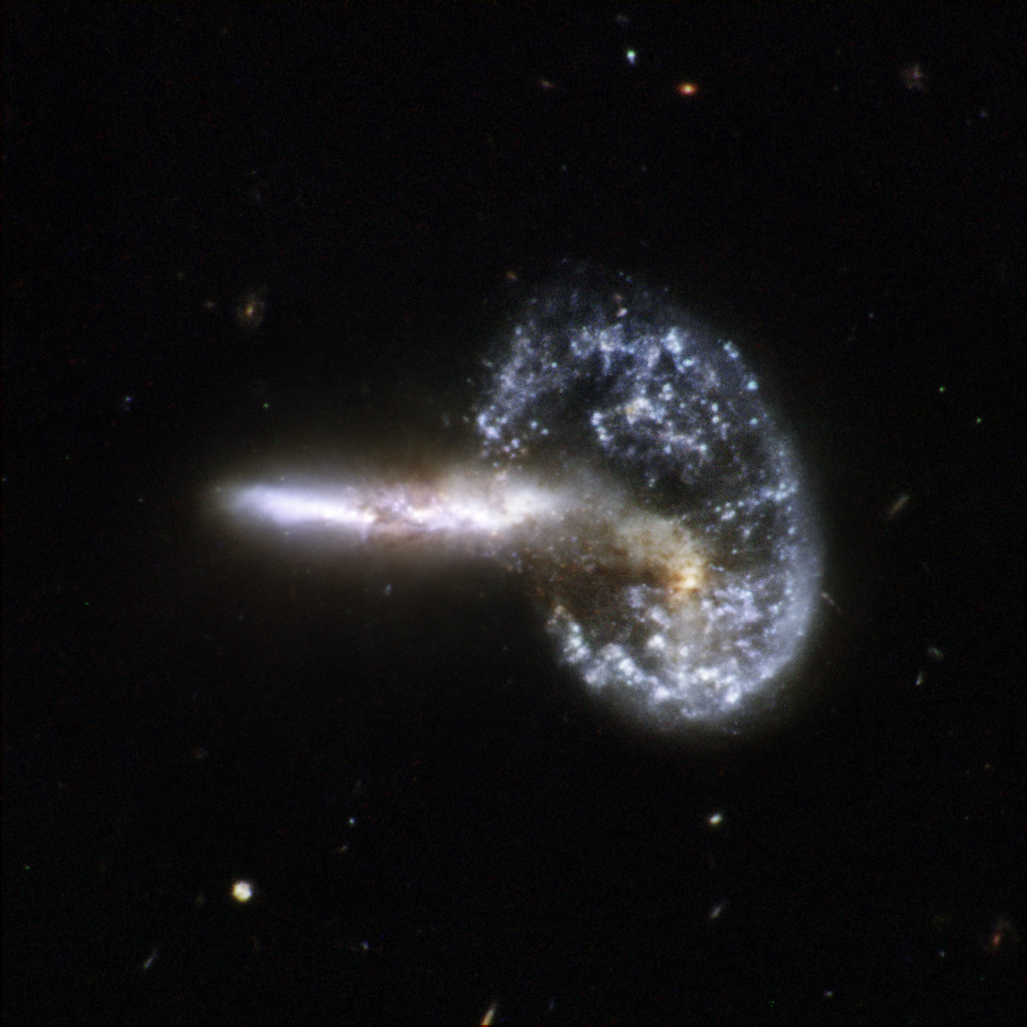
Az Arp 148 kölcsönható galaxispár (Mayall objektuma)

A galaxishalmazokon belül a galaxisok viszonylag közel vannak egymáshoz, és eltérő sebességük és mozgásirányuk miatt összeütközhetnek egymással. Egy-egy ilyen ütközés több százmillió évig is eltarthat, a végén a galaxisok általában egyesülnek („összekeverednek egymással”), új, nagyobb galaxist létrehozva. Természetesen az ütközések lefolyásában döntő szerepet játszik a galaxisok egymáshoz viszonyított tömege, a nagyobb galaxisok a törpegalaxisokat lényegében elnyelik.
Az ütközés közben a galaxisok egymás gravitációs hatása miatt megváltoztatják alakjukat: a másikhoz legközelebb eső csillagokra mindkét galaxisban sokkal korábban elkezd hatni az árapályerő, emiatt sokkal hamarabb megkezdik zuhanásukat a másik galaxis felé, mint a túloldalon lévő csillagok. Emiatt az ütközés irányában mindkét galaxis megnyúlik, ez különösen a spirálgalaxisok spirálkarjainál feltűnő, ez az árapálycsóva.
A galaxisokban lévő csillagközi gáz másképpen reagál a kölcsönhatásra: a gravitáció, de leginkább a másik galaxis gázanyagával történő kölcsönhatás miatt a gázban lökéshullámok keletkeznek, ami, az ideiglenesen megnövekvő sűrűség miatt, gyors csillagkeletkezést eredményez. Az ilyen területeken nagyon sok fiatal, általában nagyon fényes és nagy tömegű csillag keletkezik, amelyek általában igen rövid idő, gyakran csak néhány millió év után, szupernóvaként fejezik be pályafutásukat, ezért kölcsönható galaxisokban a szupernóvák is meglehetősen gyakoriak.
A galaxisok középpontjában lévő szupermasszív fekete lyukak a galaxisok ütközése után az új galaxis középpontjában egymás körül keringenek, eközben részben gravitációs hullámok kibocsátásával, egyre közelebb kerülnek egymáshoz, majd egyesülnek. Az egyesülés előtt nagyon sok csillagot és gázanyagot nyelnek el, az elnyelődés alatt álló anyag akkréciós korongba rendeződve igen magas hőmérsékletre hevül, és erős elektromágneses sugárzást bocsát ki, valamint középpontjából relativisztikus jet indul ki. Az ilyen maggal rendelkező galaxisok a különféle aktív galaxisok, kvazárok és blazárok.
Ha nagyobb galaxis útjába törpegalaxisok kerülnek (a törpegalaxisok nagy száma miatt ez meglehetősen gyakori, a Tejútrendszer körül is több törpegalaxis kering), akkor a nagyobb galaxis árapály-hatása (gravitációja) a törpéket az árapályhatás miatt egyre jobban megnyújtja, és csillagaik a nagyobb galaxis tömegközéppontja körül kezdenek el keringeni, megközelítőleg azonos pályán, de egymás mögött. A csillagoknak eme halmaza egyre jobban elnyúlik, majd elkeveredik a nagyobb galaxis többi csillaga között. Tejútrendszerünk csillagainak egyre nagyobb hányadának ismerjük mozgási paramétereit, és ezen adatok alapján több olyan csillagáramlatot sikerült kimutatni, amely bizonyíthatóan régebben elnyelt törpegalaxisok csillagait tartalmazza.
Mivel a csillagok mindegyike megőrzi annak a csillagközi gázfelhőnek az anyagösszetételét, amelyben kialakult (a magfúzióban részt vevő izotópok, elsősorban a hidrogén és a hélium kivételével), ezért a csillagok légkörében lévő nehezebb kémiai elemek izotópjainak egymáshoz viszonyított arányai árulkodnak születési körülményeikről. Tejútrendszerünk sok csillagának izotópösszetétele jelentősen eltér a többség hasonló paramétereitől, ez alapján bizonyítható, hogy egyes csillagok más galaxisokban alakultak ki. Az egyik legismertebb ilyen csillag az Arcturus, az Ökörhajcsár csillagkép legfényesebb csillaga, mely az NGC 5466 gömbhalmazból kiinduló csillagáramlat tagja.

#### Ismertebb kölcsönható galaxiscsoportok
- Stephan kvintettje: a tagok radiális diszperziója 5600–6700 km/s körüli. A rendszer átmérője 80 kpc, távolsága tőlünk 60 Mpc.
- Seyfert szextettje (NGC 6027): kölcsönható galaxisok csoportja a Serpens (Kígyó) csillagképben. A csoportot alkotó hat galaxis közül 3 spirális, 3 pedig elliptikus típusú.
- Maffei-galaxisok
- Wilson kettősrendszer a Pisces (Halak) csillagképben. A galaxisok egy-egy jól fejlett spirálkarja ellentétes irányba mutat. Radiális sebességük 7020 km/s ill. 6780 km/s. A rendszer teljes hossza 500 ezer fényév (!), távolsága 70 Mpc.
- IC 3481, (Anonymus), IC 3483 kölcsönható hármas rendszer. Rejtélyes módon az IC 3483 radiális sebessége csak 108 km/s, míg a másik két galaxisé 7300 km/s.

## A galaxisok térbeli eloszlása
Csak nagyon kevés galaxis létezik külön-külön, egymagában. A közöttük levő űr nagyjából "üres", kivéve a csillagközi porból alkotott felhőket. A körülbelül 50 galaxisból álló struktúrát galaxiscsoportnak; a nagyobb, több ezer galaxist (több megaparszek távolságban szétszórva) tartalmazó struktúrát galaxishalmaznak hívjuk. A szuperhalmazok több tízezer galaxist tartalmaznak.
Tejútrendszerünk is egy ilyen csoportosulás, a Lokális Csoport tagja, amelyhez két nagy spirálgalaxis: a Tejútrendszer és az Androméda-köd, valamint még legalább 20 kisebb törpegalaxis tartozik. Ennek a csoportosulásnak az átmérője mintegy 10 millió fényév körüli.
A kisebb galaxisok közé tartoznak a Magellán-felhők is, amelyek a szabálytalan típusba sorolhatóak. A Lokális Csoportnak nem minden tagját látjuk. Vannak olyan galaxisok, amelyeket a Tejútrendszer gáz- és porfelhői eltakarnak előlünk. Az 1970-es évek elején Maffei olasz csillagász az infravörös és rádiósugárzásuk alapján több ilyen galaxist is kimutatott, ezeket ma Maffei-galaxisoknak nevezzük.

## A legismertebb galaxisok

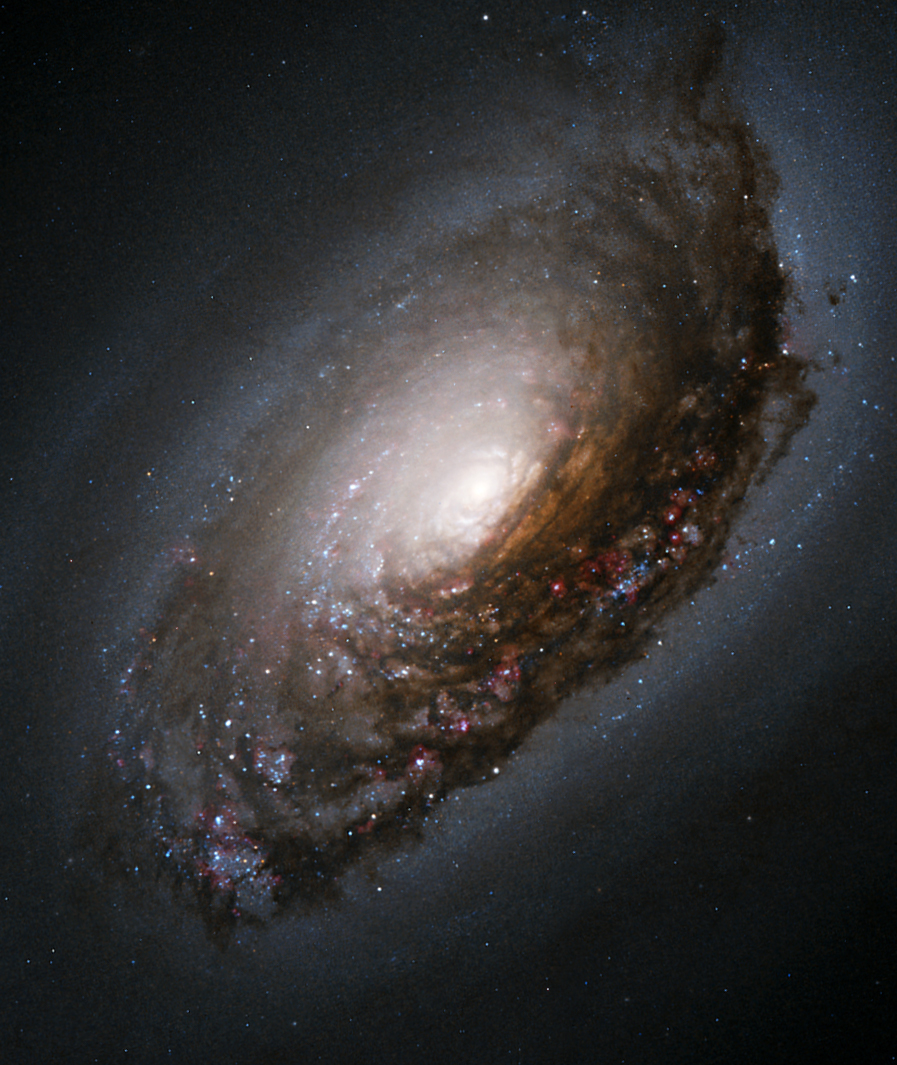
A Messier 64, a Feketeszem-galaxis. A galaxis felénk eső oldalán a spirálkarokban lévő sötét csillagközi por eltakarja magukat a spirálkarokat és a galaxismag egy részét

- Androméda-galaxis (Messier 31, NGC 224)
- Csáp-galaxisok: az NGC 4038 és az NGC 4039 kölcsönható galaxisok. Szoros kettős rendszer, egy-egy, ellentétes irányba mutató spirálkarral. Színképében erős emissziós (kibocsátási) vonalak találhatók. Távolsága 45 Mpc.
- Barnard-galaxis (NGC 6822)
- Cartwheel-galaxis (A0035 jelölésű) pekuliáris galaxis
- Feketeszem-galaxis (Messier 64, NGC 4826) a Coma Berenices (Bereniké haja) csillagképben
- Gyűrű-galaxis
- Seashell-galaxis: kis méretű galaxis, gravitációs kölcsönhatásban az NGC 5292 nagy tömegű galaxissal
- Sombrero-galaxis (Messier 104; NGC 4594) spirálgalaxis a Virgo (Szűz) csillagképben
- Sunflower-galaxis (Messier 63; NGC 5055) spirálgalaxis a Canes Venatici (Vadászebek) csillagképben

### Galaxiskatalógusok
- Messier-katalógus (M): 1784-ben Charles Messier tette közzé, egyéb mélyégobjektumok mellett az északi égbolt legfényesebb galaxisait is tartalmazza.
- NGC (New General Catalogue – Új Általános Katalógus): 1888-ban publikálták, szintén mélyég katalógus.
- IC (Index Catalogue – Index Katalógus): 1897-ben tették közzé, az NGC kiegészítése.
- Shapley-Ames Katalógus: 1249 fényes galaxist tartalmaz 13 magnitúdó fényességig, amelyeket a Harvard College Observatory kategorizált 1930 és 1932 között.
- MCG (Morphological Catalogue of Galaxies – Galaxisok Morfológiai Katalógusa): a Palomar Obszervatórium égboltfelmérési programjában (Palomar Observatory Sky Survey – POSS) részt vevő Borisz Alexandrovics Voroncov-Veljanminov munkájának (1962 – 1974) köszönhetően kb. 34 ezer galaxist tartalmaz a katalógus.
- Atlas of Interacting Galaxies (Kölcsönható Galaxisok Atlasza) – Voroncov-Veljanminov korábbi katalógusa, gyakran Voroncov-Veljanminov-katalógusnak is hívják (a benne levő galaxisok rövidítése ennek megfelelően például VV 705)
- Arp-katalógus (Különleges galaxisok atlasza): Halton Arp állította össze 1966-ban.
- UGC (Uppsala General Catalogue), az északi égbolt 12 921 galaxisáról
- Első Bjurakáni Felmérés – Az 1970-es években, Benjamin Markarjan vezetésével elkészített katalógus, melyben ultraibolya többletsugárzást mutató, mintegy 1500 galaxist sorolnak fel. A katalógus objektumait rendszerint Markarjan, (angol irodalomban Markarian), vagy Mrk + szám (például Markarian 205) néven jelölik.
- Második Bjurakáni Felmérés
- Galaxisok és galaxishalmazok atlasza, Fritz Zwicky vezetésével szerkesztett, hat kötetes katalógus, melyet 1961 és 1968 között adtak ki. A benne lévő objektumok jelölése például I Zw + szám az első kötetnél, VI Zw + szám a hatodik kötetnél.